# Gérard Lanvin
Gérard Lanvin, född 21 juni 1950 i Boulogne-Billancourt, Île-de-France, är en fransk skådespelare.

## Roller i urval
- 1979 – Tapage nocturne
- 1980 – En veckas semester
- 1980 – L'Entourloupe
- 1981 – Chefen
- 1983 – Pengarna eller livet
- 1984 – Marche a l'ombre
- 2000 – I andras ögon
- 2006 – Camping
- 2008 – Public Enemy No. 1 – Part 2
- 2018 – Ring min agent! (TV-serie)
- 2023 – Liaison (TV-serie)
- 2024 – GTmax